# Giovani Martinello
Giovani Martinelo (Chapecó, 21 de fevereiro de 1976) é um jornalista, apresentador e narrador esportivo brasileiro.
Narrava jogos de futebol de diversas categorias na RBS TV, no SporTV e no PFC. Apresentou o Globo Esporte SC, junto com Suyanne Quevedo. Em 2015, anunciou sua saída da RBS TV e transferiu-se para o Esporte Interativo onde fez parte do casting de locutores e apresentadores da emissora. No final do ano, foi nomeado no livro Os Mestres do Espetáculo como a nova safra de narradores esportivos brasileiros.
Em 02 de maio de 2018, Giovanni deixou o Esporte Interativo e voltou a SC para integrar a equipe da Super Rádio Condá. Em abril de 2019, depois da morte de Rafael Henzel, Giovani Martinello se transfere da Super Rádio Condá para a Rádio Oeste Capital, para ser narrador e apresentador dos programas que Henzel fazia na emissora. Também em 2019, ele passou a integrar a equipe do DAZN, site de streaming esportivo.